# John G. Blystone
John G. Blystone, auch John Blystone, Jack G. Blystone oder J. G. Blystone (* 2. Dezember 1892 in Rice Lake, Wisconsin; † 6. August 1938 in Beverly Hills, Kalifornien) war ein US-amerikanischer Filmregisseur, der seine größten Erfolgen im Genre der Slapstick-Komödie feiern konnte.

## Leben
Blystone hatte an der Universität seines Heimatstaates Wisconsin studiert, ehe er bei Ausbruch des Ersten Weltkriegs 1914 als Regisseur eingestellt wurde. Er inszenierte, anfänglich mehrfach auch als „Jack Blystone“, zunächst eine Fülle von Kurzfilmen für meist kleine Firmen. Dabei handelte es sich immer wieder um Lustspiele, mit denen er später am ehesten in Verbindung gebracht werden sollte. 1923 ließ man Blystone auch abendfüllende Filme drehen. In diesem Jahr landete er als Co-Regisseur von Buster Keatons frühem Meisterwerk Bei mir – Niagara seinen ersten großen Achtungserfolg. Ausflüge ins dramatische Fach mit abenteuerlichen Geschichten wie Dick Turpin (orientierte sich sehr frei an der Biografie Dick Turpins), Mädchenschmuggler und Captain Lash waren nicht minder Erfolg versprechend. Von 1924 bis 1926 führte Blystone Regie bei mehreren Western und Abenteuergeschichten mit dem damals berühmten Cowboydarsteller Tom Mix, einem veritablen Kassenmagneten jener Jahre.
Auch im Österreich und Deutschland der Zwischenkriegszeit erfreuten sich Blystones nicht eben anspruchsvolle Inszenierungen beim Publikum einiger Beliebtheit, viele seiner Arbeiten liefen in den dortigen Kinos. Der Übergang vom Stumm- zum Tonfilm bedeutete für den bis dahin in nur anderthalb Jahrzehnten bei fast 80 Filmen Regie führenden Blystone kein Problem: 1931 inszenierte er einen Charlie-Chan-Krimi (Charlie Chans Chance), im Jahr darauf mit Hot Pepper (in Österreich: Mädchenschmuggler) eine beliebte Komödie mit dem eingespielten Duo Edmund Lowe/Victor McLaglen und ein weiteres Jahr später, 1933, Lilian Harveys zweiten Hollywoodfilm Meine Lippen lügen nicht. Blystones weit über 100 Filme umfassende Karriere endete 1938 kurz vor seinem überraschenden Tod mit den beiden leidlich erfolgreichen Laurel-&-Hardy-Komödien Dick und Doof als Salontiroler und Lange Leitung. Die Uraufführung der letztgenannten Inszenierung verpasste der an einem Herzinfarkt verstorbene Regisseur um knapp zwei Wochen.

## Filmografie
von 1914 bis 1922 Kurzfilme, ab 1923 Langfilme
- 1914: On Again, Off Again Finnegan
- 1915: Their Last Haul
- 1915: Under the Table
- 1915: Shaved in Mexico
- 1916: Pirates of the Air
- 1916: Unhand me, Villain!
- 1916: Alice in Society
- 1917: Balloonatics
- 1917: Automaniacs
- 1917: She Did Her Bit
- 1918: In Dutch
- 1918: Choo Choo Love
- 1918: Hey Doctor!
- 1919: Virtuous Husbands
- 1919: Footlight Maids
- 1919: Back to Nature Girls
- 1920: Her Naughty Wink
- 1920: Dangerous Eyes
- 1920: Chase Me
- 1920: Pretty Lady
- 1921: All Wrong
- 1921: The Guide
- 1921: The Chauffeur
- 1922: The Reporter
- 1922: The Pirates
- 1922: My Hero
- 1923: A Friendly Husband
- 1923: Soft Boiled
- 1923: Bei mir – Niagara (Our Hospitality) (Co-Regie mit Buster Keaton)
- 1923: Tom Mix im Damenstift (Ladies to Board)
- 1924: Tom Mix, der Damenfreund (Oh, You Tony!)
- 1924: Toms Tiger (Teeth)
- 1924: The Last Man on Earth
- 1924: Dick Turpin, der galante Bandit (Dick Turpin)
- 1925: Der schüchterne Don Juan (The Lucky Horseshoe)
- 1925: Im Rauschen des Urwalds (Everlasting Whisper)
- 1925: Der König der Gaukler (The Best Bad Man)
- 1926: Cowboy und Zirkuskind (My Own Pal)
- 1926: Der Einbruch im Grand-Hotel (Hard Boiled)
- 1926: Großstadtspatzen (The Family Upstairs)
- 1926: Wings of the Storm
- 1927: Slaves of Beauty
- 1927: Pajamas
- 1928: Sharp Shooters
- 1928: Mother Knows Best
- 1928: Weibergeschichten des Captain Lash (Captain Lash)
- 1929: The Sky Hawk
- 1929: The Big Party
- 1930: So This is London
- 1930: Tol’able David
- 1931: In der Todesfalle des Chinesen (Charlie Chan’s Chance)
- 1931: Schönheitsköniginnen (She Wanted a Millionaire)
- 1931: Young Sinners
- 1932: Amateur Daddy
- 1932: The Painted Woman
- 1932: Mädchenschmuggler (Hot Pepper)
- 1933: Shanghai Madness
- 1933: Meine Lippen lügen nicht (My Lips Betray)
- 1934: Change of Heart
- 1934: The Country Chairman
- 1935: Bad Boy
- 1935: Gentle Julia
- 1936: Little Miss Nobody
- 1936: Great Guy
- 1936: The Magnificent Brute
- 1937: Virginia auf Männerfang (Woman Chases Man)
- 1937: Music for Madame
- 1938: Dick und Doof als Salontiroler (Swiss Miss)
- 1938: Lange Leitung (Blockheads)